# Мария Гелдерландска
Мария Гелдерланска от рода Егмонт е кралица на Шотландия, съпруга на крал Джеймс II и майка на крал Джеймс III. Управлява самостоятелно като регент на сина си от 1460 до 1463 г.

## Произход
Родена е около 1434 година в Граве, Северен Брабант. Дъщеря е на херцога на Гелдерланд Арнолд Егмонт и на Катарина фон Клеве.

## Кралица на Шотландия (1449 – 1460)
Мария се мъжва за шотландския крал Джеймс II на церемония в Холирудското абатство в Единбург на 3 юли 1449 г. Съгласно предбрачния договор Джеймс II трябва да осигури на съпругата си годишна издръжка от 5 хиляди лири стерлинги – огромна сума на фона на почти празната шотландска хазна. Това става причина за последвалия разгром на богатия магнатски род Дъглас, част от чиито владения са предадени на Мария.

## Регент на Джеймс III (1460 – 1463)
След смъртта на съпруга ѝ през 1460 г. на шотландския престол се възкачва малолетният Джеймс III. Парламентът на Шотландия назначава регентски съвет, който да управлява по време на малолетието на Джеймс III. Начело на регентския съвет застава епископ Джеймс Кенеди. Това обаче не задоволява амбициозната кралица-майка, която, опирайки се на огромните си поземлени владения, също претендира за доминираща роля в управлението на страната. Така в страната се обособяват два центъра на властта: единият – около регентите, а другият – около кралицата-майка, управляваща самостоятелно като регент на сина си от 1460 до 1463 г.
Противопоставянето между Джеймс Кенеди и Мария Гелдерландска проличава най-силно в политиката им по отношение на събитията в Англия, където по това време се води Войната на розите между родовете Йорк и Ланкастър. Докато консервативният Кенеди подкрепя Ланкастър, Мари постъпва по-рационално и води преговори с Йорк, които не дават резултат поради съпротивата на бароните. Действията ѝ са продиктувани не само от политически съображения – кралицата не устоява на чара на херцог Самърсет, водач на Ланкастър, който по това време се намира в Шотландия, но той не запазва в тайна връзката си с кралицата-майка, което обижда Мария.
Мария умира на 13 декември 1463 г. в Роксбург, Шотландия. След смъртта ѝ цялата власт в страната се съсредоточава в ръцете на епископ Кенеди.

## Деца
Мария ражда на Джеймс II шест деца:
- Мария (13 май 1453— май 1488)
- Джеймс III, крал на Шотландия (10 юли 1451 – 11 юни 1488)
- Маргарет
- Александър, херцог на Олбани (1454 – 1485)
- Дейвид, граф на Морей (1455 – 1457)
- Джон, граф на Мар (1457 – 1479)